# Мачу-Пікчу
Ма́чу-Пі́кчу (кеч. Machu Pikchu — «стара вершина») — доколумбове місто інків, розташоване в Андах на висоті 2400 метрів на вершині гірського хребта над долиною річки Урубамби в Перу, за 80 км на північний захід від міста Куско.
Оригінальна назва міста  — Уайна-Пікчу («нова вершина»).
Мачу Пікчу також називають «місто в небесах», «місто серед хмар», «втраченим містом інків», є символом Імперії інків.

## Історія Мачу-Пікчу
Вважається, що місто було створене як священний гірський притулок великим правителем інків Пачакутеком за сторіччя до завоювання його імперії, тобто приблизно в 1440 році, і функціонувало до 1532 року, коли іспанці вдерлися на територію імперії, після чого місто було залишене його мешканцями. Іспанські конкістадори так і не дісталися до Мачу-Пікчу. Це місто не було зруйноване. Більш ніж на 400 років місто було забуте і перебувало в запустінні, але вже у 1911 році знову отримало всесвітню відомість.
Його виявив американський дослідник з Єльського університету, професор Гайрам Бінґем 24 липня 1911 року. Коли він добрався сюди у супроводі виділеного урядом загону охорони й місцевого хлопчика-провідника, він виявив селян, які жили там. Як вони розповіли йому, вони жили там «вільними, без небажаних візитерів, чиновників, що вербують в армію „добровольців“, або збирачів податків».
Місто було в запустінні. Крім того, тут раніше вже побували любителі визначних пам'яток, які залишили свої накреслені вугіллям імена на гранітних стінах. І сам Гайрам Бінґем в ході трьох своїх експедицій вивіз до США близько 5 тис. артефактів.
Відтоді Мачу-Пікчу став важливою туристичною пам'яткою. Територія навколо міста в 1981 році була проголошена історичним заповідником, який в 1983 році був внесений до списку об'єктів Світової спадщини ЮНЕСКО. У 2007 році Мачу-Пікчу вшанований званням Нового чуда світу.

## Архітектура
Мачу-Пікчу — типове місто інків[джерело?], містить центральну площу, королівський палац, храм сонця, які побудовані з багатокутних кам'яних блоків. Місто має дуже чітку структуру. На південному сході розташовано комплекс палацових споруд. Камені, з яких вони складені, оброблені та припасовані надзвичайно ретельно, між ними неможливо навіть просунути лезо безпечної бритви.
Через свої незначні розміри Мачу-Пікчу не може претендувати на роль великого міста — тут не більше 200 споруд. В основному це храми, резиденції, склади, будинки та інші приміщення для суспільних потреб. Переважно вони складені з добре обробленого каменя, плит, які щільно прилягають одне до одного. Вважають, що в ньому і навколо нього проживало до 1200 осіб, які поклонялися там богові Сонця Інті та обробляли сільськогосподарські культури на терасах. Проте немає ні писемних джерел, ні зображень, які дозволяють припустити його призначення.
У західній частині підноситься головний храм з вівтарем для жертвопринесень. Напроти нього житловий квартал, щільно забудований двоповерховими будиночками. Між ними, як в лабіринті, в'ються вузькі вулиці і сходи, які часто приводять у глухий кут або на терасу, яка нависає над прірвою.
Американські дослідники Річард Бюргер і Люсі Салазар з Єльського університету, спираючись на матеріали іспанської хроніки XVI століття, висунули припущення, що це була зимова резиденція Пачакутека. У літній період, під час сезону дощів, у місті, ймовірно, залишалося не більше 200 осіб. Пізніше, після краху імперії інків, місто втратило своє значення і жителі покинули його.
У південно-східному краю Мачу-Пікчу інкські каменярі звели дві значні конструкції, які Бінґем вважав за роботу «майстрів-художників», — напівкруглу башту і будову, яка примикає до неї.
Схожість цієї башти із закругленою секцією храму Сонця в Куско змусила його дати своїй знахідці таку ж назву. Через те, що сама башта і прилеглі до неї будови дуже схожі на середньовічну фортецю, перуанці пізніше назвали весь цей комплекс Ель-Торреон («бастіон»), але імовірно, головне його призначення було чисто релігійним. Башта була зведена навколо незачепленого шматка природної скелі, який було обтесано і перетворено на вівтар. Під баштою знаходиться грот. Бінґем припускав, що в ньому знаходились мумії правителів інків, але науковці вважають, що він, швидше служив приміщенням для якихось ритуальних дій. Після розкопок і упорядкування його цей комплекс показує нам всю свою красу і точність архітектури, якою він відрізнявся ще чотири сторіччя тому. Сходи перед Будинком принцеси ведуть до башти, звідки трапецієвидне вікно дозволяє оглянути мальовничу долину, яка розкинулася внизу. Це вікно, ймовірно, використовувалося жерцями для спостереження за переміщенням сонця під час зимового сонцестояння.
Священна площа була, як вважають, релігійним центром Мачу-Пікчу. На північному кінці розчищеного майданчика стояла тристінна будівля з білого граніту, з блоків циклопічних розмірів, вищих за людський зріст.
До західної стіни храму примикає невелике закрите приміщення, назване «Прикрашеною кімнатою», є яскравим свідоцтвом прекрасної майстерності інкських каменярів: два величезні блоки її фундаменту з вирізаними 32 кутами у трьох вимірах, щільно прилягають до сусідніх брил. Можливо, найпривабливішим із усіх споруд у Мачу-Пікчу є розташований у східній частині площі «Храм трьох вікон». Ці три вікна, які мають форму трапеції і виходять на схід, мають з боків «сліпі вікна» таких же розмірів, які могли служити нішами. Якщо вірити місцевій історичній хроніці, перший правитель інків наказав побудувати храм на тому місці, де він народився, у Тамбо-Токо, причому в ньому мали бути три вікна, які символізували б собою печери, «будинок його предків по батьківській лінії, від яких він веде своє походження». Бінґем вважав, що тут якраз і знаходиться це місце. На жаль, таке принадне припущення суперечило достовірним свідоцтвам про те, що архітектурний стиль Мачу-Пікчу відноситься до пізнього інкського періоду.
Від Священної площі по гранітному схилу з терасами, по довгих сходах ледь можна дістатися до вершини скелі, там лежить великий, вирубаний багатокутний камінь «інтіуатана», або «місце, де прив'язано сонце» (у художньому перекладі «інті» означає «сонце»; «уата» — «прив'язувати»). Бінґем вважав, що тут інки символічно «прив'язували» сонце, щоб воно не тало від них під час зимового сонцестояння. «Ті жерці, — писав він, — які могли двадцять першого або двадцять другого червня зупинити рух сонця і „прив'язати“ його до кам'яного стовпа в одному з храмів, користувалися у інків особливою повагою і шануванням».
Цей елегантний, вирубаний в скелі камінь міг бути і сонячною обсерваторією, де жерці визначали найкращий час для початку сівби або збору урожаю, стежачи за зникненням тіней від сонця під час осіннього і весняного рівнодення. У таких випадках жерці засипали камінь оберемками квітів і трав, зокрема, у час «інті раймі» — в червні та грудні влаштовувалися прекрасні свята Сонця. Жителі Мачу-Пікчу, мабуть, збиралися біля «інтіуатани», де протягом декількох днів проводили релігійні обряди зі статуями божеств, співали пісні і молилися.
Дорога з Мачу-Пікчу до Куско — прекрасний зразок мистецтва інкських будівельників. Навіть у сезон дощів вона перебувала у чудовому стані. Вся імперія була охоплена широкою мережею комунікацій, протяжністю приблизно 40000 км. Дороги в державі інків мали перш за все стратегічне значення — по них повинно було проходити військо. Крім того, вони сприяли культурному обміну між усіма областями держави. Завдяки дорогам люди вчилися один у одного майстерності кераміки, ткацтва, обробки металів, архітектури і будівництва.
Інки не знали колеса, і гірські дороги найчастіше були ступінчастими. Ті, які проходили по океанському узбережжю, спеціально обгороджувалися з двох сторін глинобитними стінами, які захищали від сонця, вітру і піщаних зсувів. Якщо на шляху зустрічалася болотиста низина, робили насип. Через річки будували кам'яні й перекидали підвісні канатні мости, які у інків вважалися за священні об'єкти, — того, хто пошкодить міст, чекала смерть.